# Bernard Bigot

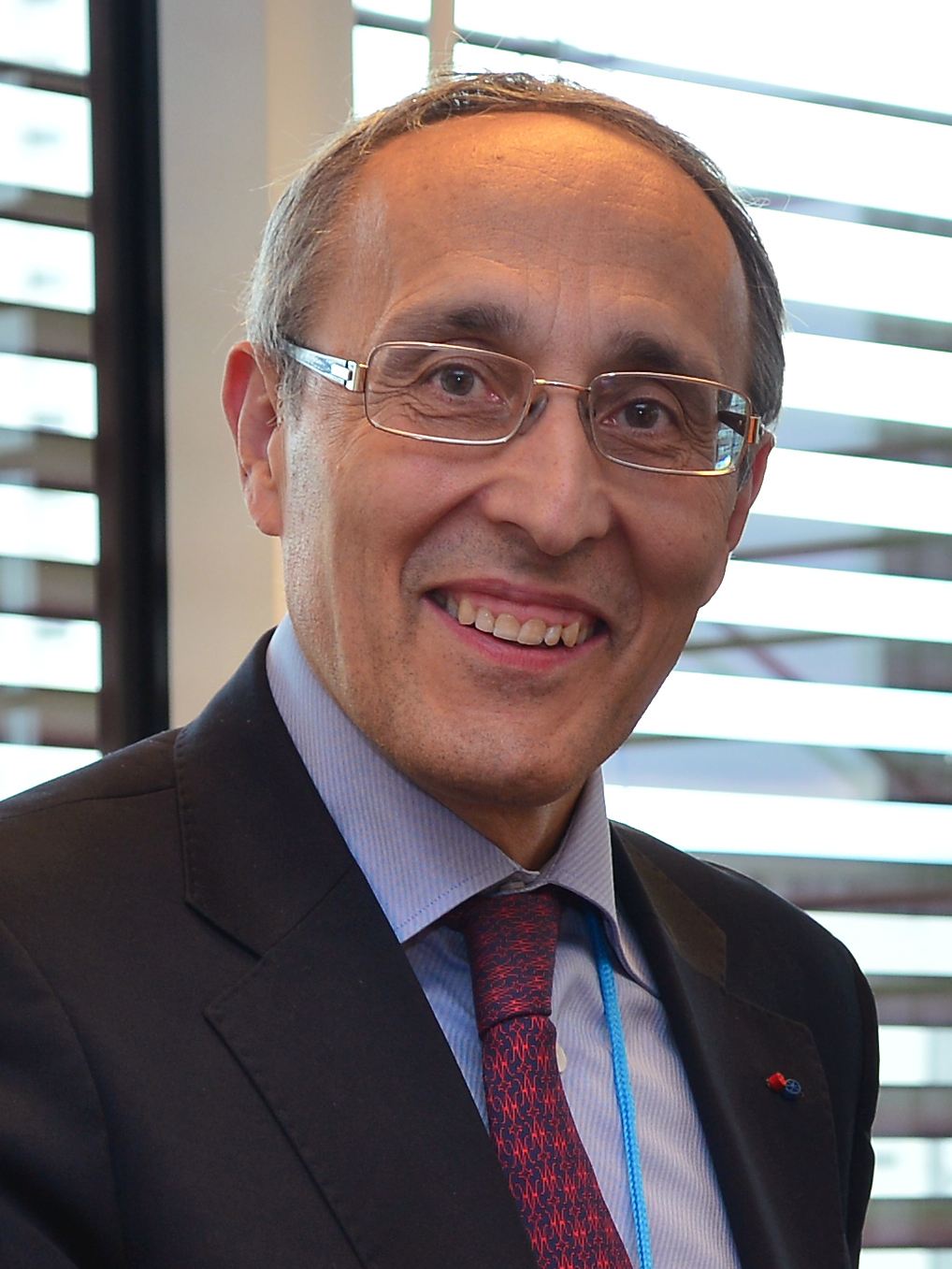
Bernard Bigot (2013)

Bernard Marie Jacques Bigot (* 24. Januar 1950 in Blois, Département Loir-et-Cher; † 14. Mai 2022 in Saint-Didier-au-Mont-d’Or, Métropole de Lyon) war ein französischer Chemiker, Wissenschaftsmanager und Regierungsbeamter. Von 2015 bis zu seinem Tod leitete er das internationale Projekt ITER zum Bau eines Fusionsreaktors.

## Leben und Wirken

### Akademische Karriere
Bernard Bigot begann mit 19 Jahren ein Physikstudium an der ENS Saint-Cloud; mit 23 Jahren absolvierte er die Agrégation in Physik. Mit 29 Jahren wurde er in Kernchemie promoviert. Nach Auslandsaufenthalten in Peru und den Vereinigten Staaten kehrte er an die ENS zurück. Dort war er maßgeblich an dem Umzug der Hochschule nach Lyon beteiligt. In der Folge wurde er dort Professor, Leiter eines Forschungsinstituts an der ENS Lyon, Leiter der Aufnahmeprüfungen, dann des gesamten Bereichs Forschung und schließlich von 2000 bis 2003 Präsident der Hochschule.

### Tätigkeiten im Regierungsapparat
Parallel zu seiner Tätigkeit als Forscher und in der Hochschulleitung nahm Bigot Aufgaben für die französische Staatsführung war. So hatte er in den 1990er Jahren Koordinierungsposten in der Wissenschaftspolitik inne; unter anderem war er Leiter der Mission scientifique et technique („wissenschaftlich-technische Kommission“) und Generaldirektor für Forschung und Technologie (Directeur général de la recherche et de la technologie). Unter Premierminister Jean-Pierre Raffarin war er 2002–2003 Directeur de cabinet von Forschungsministerin Claudie Haigneré.

### Wissenschaftsmanager in Kern- und Fusionsenergie
Nachdem er 2003 zum Hochkommissar für Kernenergie (Haut-commissaire à l’énergie atomique) ernannt worden war, wurde Bernard Bigot 2009 Leiter (Administrateur général) des CEA, der französischen Forschungsorganisation für Kernenergie. In dieser Funktion folgte er Alain Bugat nach. Er hatte sie bis 2015 inne.
Als Hochkommissar für Kernenergie setzte er sich bereits stark für das Vorantreiben der Kernfusion und des späteren ITER-Projekts für einen internationalen Fusions-Versuchsreaktor ein. Nachdem 2005 die Standortentscheidung für ITER zugunsten von Frankreich gefallen und 2007 der Staatsvertrag für das Projekt von allen Mitgliedsländern ratifiziert worden war, ernannte ihn die französische Regierung mit Wirkung von 2008 zum Hohen Vertreter für die Ansiedlung des ITER-Projekts in Frankreich.
2015 wurde Bigot schließlich Generaldirektor des ITER-Projekts, das er in die Phase der technischen Realisierung führte. Mit diesem zunächst auf 5 Jahre erteilten Mandat trat er die Nachfolge des Japaners Osamu Motojima an. Bigot reformierte das Management der Organisation und sorgte für eine realistischere Budget- und Zeitplanung. 2019 verlängerte der ITER-Aufsichtsrat sein Mandat für fünf weitere Jahre bis 2025.
Bernard Bigot starb am 14. Mai 2022 im Alter von 72 Jahren nach langer Krankheit. Die Leitung von ITER übernahm zunächst geschäftsführend sein bisheriger Stellvertreter Eisuke Tada.

## Ehrungen und Auszeichnungen
Bernard Bigot war Inhaber des Komturkreuzes der Ehrenlegion und des schwedischen Nordstern-Ordens sowie Offizier des Ordre national du Mérite. Im Oktober 2014 wurde ihm der Orden der Aufgehenden Sonne (Großkomtur) verliehen, im September 2019 der chinesische Freundschaftspreis. Am 3. Oktober 2022 wurde ein Asteroid nach ihm benannt: (10144) Bernardbigot.